# Ivana Dobrakovová
Ivana Dobrakovová (Pozsony, 1982. április 17. –) szlovák író és műfordító.
A Comenius Egyetemen tanult angol és francia fordítást és tolmácsolást. Első novelláskötete Prvá smrť v rodine (Első haláleset a családban) címmel 2009-ben jelent meg, ezt követte debütáló regénye, a Bellevue (2010). Második novelláskötete Toxo címmel 2013-ban jelent meg, majd negyedik könyve Matky a kamionisti (Anyák és kamionsofőrök, 2018) címmel. Mind a négy könyve felkerült az Anasoft Litera-díj shortlistjére, a Matky a kamionisti pedig elnyerte az EU Irodalmi Díját is.
Dobrakovová Torinóban él, ahol Elena Ferrante nápolyi regényeinek fordításán dolgozik.

## Művei
- Prvá smrť v rodine 2009
- Bellevue 2010
- Toxo 2013
- Matky a kamionisti 2018

### Magyarul megjelent
- Halál a családban (Prvá smrť v rodine) – AB-ART, Pozsony, 2015 · ISBN 9788080871864 · Fordította: Vályi Horváth Erika
- Toxo – Noran Libro, Budapest, 2017 (Európa női szemmel) · ISBN 9786155667466 · fordította: György Norbert
- Anyák és kamionsofőrök (Matky a kamionisti) – Typotex, Budapest, 2021 (Typotex világirodalom) · ISBN 9789634931188 · fordította: György Norbert
- Bellevue – Typotex, Budapest, 2024 (Typotex világirodalom) · ISBN 9789634932574 · fordította: György Norbert
- Torino árnyékában (Pod slnkom Turína) – Typotex, Budapest, 2024 (Typotex világirodalom) · ISBN 9789634932987 · fordította: György Norbert

## Fordítás
- Ez a szócikk részben vagy egészben  az   Ivana Dobrakovová című angol Wikipédia-szócikk fordításán alapul.  Az eredeti cikk szerkesztőit annak laptörténete sorolja fel. Ez a jelzés csupán a megfogalmazás eredetét és a szerzői jogokat jelzi, nem szolgál a cikkben szereplő információk forrásmegjelöléseként.